# Lijst van eilanden van Portugal
Dit is een onvolledige lijst van eilanden van Portugal. De eilanden bevinden zich in de Atlantische Oceaan. Sommige eilanden zijn bewoond, andere zijn onbewoond. 
- Azoren
  - Corvo
  - Faial
  - Flores
  - Graciosa
  - Ilhéu de Monchique
  - Pico
  - Santa Maria
  - São Jorge
  - São Miguel
  - Terceira
- Berlengas
  - Berlenga Grande
  - Cerro da Velha
- Estelas
- Farilhões
- Ilhas Desertas
  - Bugio
  - Deserta Grande
  - Ilhéu Chão
- Ilhas Selvagens
  - Selvagem Grande
  - Selvagem Pequena
- Ilhéu da Cal
- Ilhéu de Cima
- Ilhéu do Farol
- Ilhéu de Ferro
- Ilhéu Mole
- Madeira
- Pessegueiro
- Porto Santo